# Heterocampa ditta
Heterocampa ditta är en fjärilsart som beskrevs av Barnes och Mcdunnough 1910. Heterocampa ditta ingår i släktet Heterocampa och familjen tandspinnare. Inga underarter finns listade i Catalogue of Life.